# 섬나라
섬나라 또는 도서국가(島嶼國家), 도국(島國)은 모든 영토가 섬으로만 구성된 국가이다. 국토의 모든 면이 바다로 둘러싸여 있다.
섬나라하고 반대되는 개념은 내륙국이다. 오스트레일리아는 사면이 바다로 둘러싸여 있으나, 오세아니아 대륙의 본토를 차지하고 있는 것이기 때문에 섬나라로 분류하지 않는다. 한국의 경우에는 역사상 우산국과 탐라국이 섬나라였다.

## 섬나라의 장단점
| - 사방이 바다에 둘러싸여 있어서 다른 나라하고는 특이하게 독자적인 문화가 발달되어 있다. - 해산물 생산이 성하고 해안 항구, 해안가 등이 존재한다. - 내륙국하고는 달리 국경 분쟁이나 영역 분쟁이 드물다. - 다른나라의 침공이 어려울 수 있으며 기상악화 등에 따라 침공이 보류되기도 하고 포기를 하기도 한다. | - 사방이 바다로 둘러싸여 있는 탓에 인근 지역의 대륙하고 근접한 경우를 제외하고는 육지하고 아주 멀리 떨어져 있는 경우 선박이나 항공기로만 이동이 가능하다. - 인근 지역이나 국가로의 이동에 많은 비용이 든다. - 대륙하고 인접해 있는 경우 해저 터널이나 대교를 놓을 수 있긴 하지만, 상대 국가하고 협상 절차를 거쳐야 하며, 그렇지 못할 경우 분쟁이 발생하게 될 수도 있다. - 주로 선박이나 항공기 등을 통해서만 여객 및 물자 수송이 가능하다. - 기상악화가 발생하는 경우 선박이나 항공기가 결항되는 경우 사실상 다른 지역이나 국가로의 이동이 어려울 수 있다. |

## 섬나라 목록
| - 그레나다 - 도미니카 공화국 - 도미니카 연방 - 바베이도스 - 영국령 버진아일랜드 - 바하마 - 세인트루시아 - 세인트빈센트 그레나딘 - 미국령 버진아일랜드 - 세인트키츠 네비스 - 아이티 - 앤티가 바부다 - 자메이카 - 쿠바 - 트리니다드 토바고 - 푸에르토리코 | - 동티모르 - 몰디브 - 바레인 - 북키프로스 - 브루나이 - 스리랑카 - 싱가포르 - 인도네시아 - 일본 - 중화민국 - 필리핀 - 영국령 인도양 지역 | - 마다가스카르 - 모리셔스 - 상투메 프린시페 - 세이셸 - 카보베르데 - 코모로 - 세인트헬레나 - 어센션 섬 - 트리스탄다쿠냐 제도 | - 나우루 - 뉴질랜드 - 마셜 제도 - 미크로네시아 연방 - 바누아투 - 사모아 - 솔로몬 제도 - 서파푸아 - 키리바시 - 통가 - 투발루 - 팔라우 - 피지 - 파푸아뉴기니 - 쿡 제도 - 호주 | - 몰타 - 아이슬란드 - 아일랜드 - 영국 - 키프로스 |

## 수몰(침수) 위기의 섬나라 목록
시대에 따라 다르지만 현재 서서히 바닷속으로 가라앉고 있다.

### 아시아
- 몰디브
- 영국령 인도양 지역

### 오세아니아
- 나우루
- 마셜 제도
- 미크로네시아 연방
- 바누아투
- 사모아
- 솔로몬 제도
- 키리바시 (현재 국토가 수몰 위기 상태이며, 이웃나라 피지의 한 섬으로 이주를 고려중이다.)
- 통가
- 호주
- 투발루

### 아프리카
- 모리셔스
- 상투메 프린시페
- 세이셸
- 카보베르데
- 코모로

### 아메리카
- 바베이도스
- 바하마
- 세인트루시아
- 세인트빈센트 그레나딘
- 세인트키츠 네비스
- 앤티가 바부다
- 영국령 버진아일랜드

### 유럽

세계의 섬나라

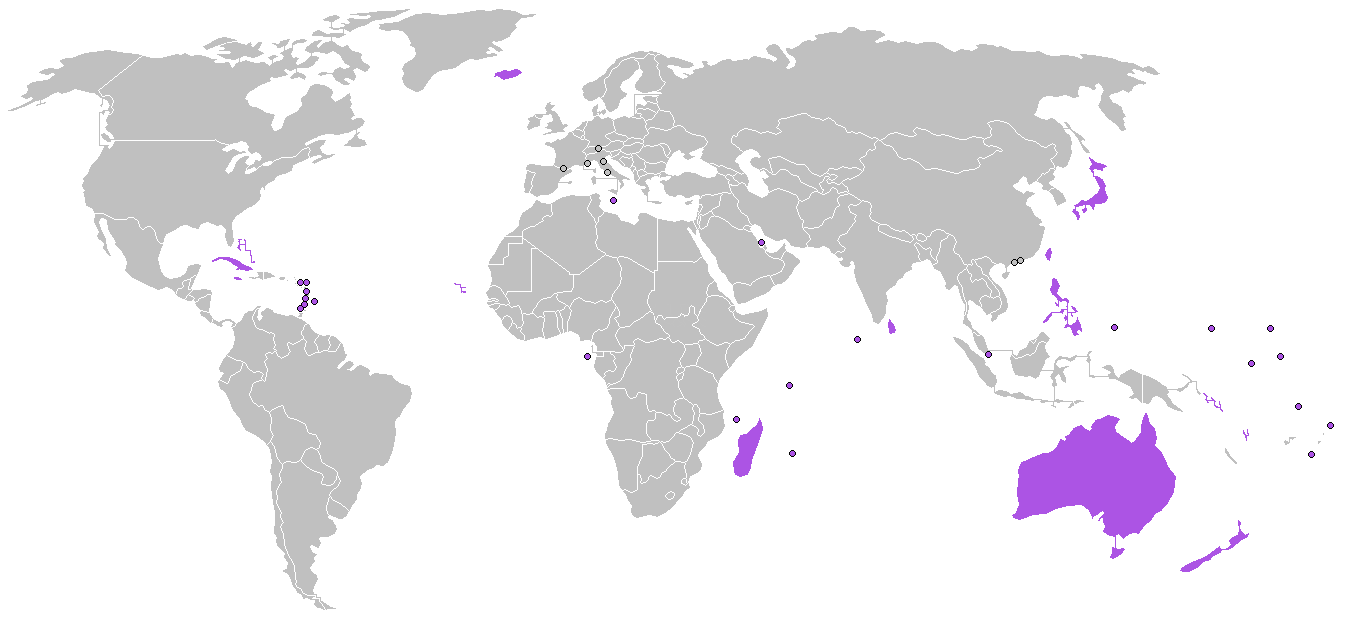
국경이 없는 나라

- 몰타

## 같이 보기
- 섬나라 목록